# Lucius Munatius Plancus
Lucius Munatius Plancus (Kr. e. 87 k. – Kr. e. 15 k.) római senator és a Kr. e. 42-es év consulja volt, és Kr. e. 22-ben utolsóként töltötte be a censori tisztséget.

## A Caesar-pártban
Ifjúságáról és korai karrierjéről szinte semmit sem tudunk. Iulius Caesar barátja és tisztje volt Gallia meghódítása (Kr. e. 54 – 53) és a Pompeius elleni hadjárat idején. Kr. e. 49-ben Hispania, Kr. e. 46-ban pedig Africa területén hadakozott. Kr. e. 45-ben Róma városának egyik praefectusa lett.
Caesar meggyilkolásakor, Kr. e. 44-ben állást foglalt az amnesztia mellett, majd amilyen gyorsan csak tehette, a számára kijelölt Gallia Transalpinába sietett, melynek proconsuli rangú helytartója volt. Aktív levelezésben állt Ciceróval, aki mindenáron a republikánusok oldalára akarta állítani, és győzködte, hogy avatkozzon be Marcus Antonius ellen a mutinai háborúba. Plancus hosszas hezitálás után elindult az Alpok felé, de áprilisban megérkezett Antonius vereségének híre. Ekkor csatlakozott hozzá az addig Mutina (Modena) városát védő Decimus Brutus, hogy megtámadják a Gallia felé menekülő Antoniust.
Amikor azonban Kr. e. 43-ban Gallia Narbonensis és Hispania Ulterior helytartója, Marcus Aemilius Lepidus befogadta az Octavianus elől nyugatra vonuló Antoniust, a Hispania Citeriort igazgató Caius Asinius Pollio könnyedén meggyőzte, hogy Plancus hozzá hasonlóan csatlakozzon az immár túlerőben lévő hadvezérekhez. Brutust sorsára hagyta, őt pedig az Alpokban meggyilkolták menekülés közben. A második triumvirátus idején beleegyezett, hogy fivérét, Lucius Plautiust proscribálják. Kr. e. 43 végén visszatért Rómába, és december 29-én triumphust tartott, feltehetően egy régebbi, alpesi törzsek felett aratott győzelemért. Helytartósága alatt alapította meg Galliában Lugdunum (Lyon) és Raurica (ma Kaiseraugst, Svájc, Bázeltől 20 kilométerre) coloniákat. Egy Kr. e. 43-ban Cicerónak írt levele a mai Grenoble elődje, a Cularo nevű település létének legkorábbi bizonyítéka.

## Antonius oldalán
Kr. e. 42-ben Marcus Aemilius Lepidusszal együtt volt consul. A Kr. e. 41-ben kitört perusiai háború idején nehéz helyzetbe került, mivel ő volt Marcus Antonius hadainak parancsnoka Itáliában. Lucius Antonius támogatására nem vetette be legióit, azonban a Kr. e. 40-ben bekövetkezett vereség után Marcus Antoniushoz menekült Görögországba – hadai nélkül, azok ugyanis zömmel átálltak Octavianushoz. Antoniusszal tért vissza Itáliába, majd követte vissza keletre.
Kr. e. 40 körül lett Asia proconsulja, ám a Pártus Birodalom Titus Labienus által vezetett támadásakor a görög szigetvilágba menekült. Ezután consul lett, bár a pontos év nem ismeretes: talán Kr. e. 36. consul suffectusa volt, Antonius pártus hadjárata idején (Kr. e. 35.) pedig Syria provinciát igazgatta proconsuli felhatalmazással. Feltehetően szerepe volt Sextus Pompeius meggyilkolásában. Gátlástalan harácsolásai miatt Alexandriában fagyosan fogadta Antonius, azonban ő egészen Kr. e. 32-ig az udvarban maradt, részt véve a kicsapongásokban. Az Antonius és Octavianus közti szakítás évében aztán unokaöccse, Titius társaságában Rómába szökött, és értékes információkkal szolgált új urának ellenfeléről – többek között végakaratáról is, amelyek felfedése nagy szerepet játszott Antonius befeketítésében.

## Censorsága
Octavianus győzelme után Syriában szerzett hatalmas vagyonából élte gondtalan életét. Suetonius közlése szerint ő javasolta Octavianusnak, hogy az Augustus nevet vegye fel a Romulus helyett.
Kr. e. 22-ben Augustus őt és Aemilius Lepidus Paullust jelölte ki, hogy betöltsék a censori magistraturát. Censorságuk alatt semmi jelentős nem történt, azonban mégis fontos megemlítenünk, ugyanis ők voltak a történelem utolsó kinevezett censorai. Utánuk a tisztség átkerült a császárok kezébe, és hatalmuk szerves részévé vált, végül ki is kopott, mint független rang. Plancus hivatali évében emeltette Saturnus templomát.
A két utolsó censorról, és általában Plancusról igen lesújtó véleménnyel volt Velleius Paterculus: „…Plancus és Paullus censorsága, amelyet mintegy kölcsönös viszálykodással töltöttek, nem javított a hitelükön, és az állam számára sem hajtott hasznot, mivel egyiküknek nem volt elég ereje, a másiknak pedig a jelleme a hivatalhoz; Paullus bajosan volt alkalmas a censori hivatal betöltésére, Plancusnak pedig épp elég félnivalója volt tőle, és nem volt oly vád, amit ifjak ellen emelhetett volna, vagy másoktól hallott volna ilyesmit, amelyben – öreg kora ellenére – magát nem találta volna bűnösnek…”
Suetoniusnál hasonlót olvashatunk a Neróról szóló könyvében: a császár nagyapja, a dölyfös és kegyetlen Lucius Domitius Ahenobarbus, aki pusztán aedilisként szolgált, félrelökte az idős censort az útról. Ebből is következtethezünk arra, hogy a köpönyegforgató censort mennyire kevésre becsülték.
Plancus azon kevés fontos római személyiségek közé tartozik, akiknek azonosítható a sírja. Maradványai már rég nincsenek a helyükön, de masszív, hengeres mauzóleuma, melyet utóbb felújítottak és a 19. században Szűz Mária templomává szenteltek, Gaetában áll, egy tengerre néző dombon. Kis állandó kiállítás látható benne Plancusról, a polgárháborús időszak nagy túlélőjéről.
Három fivére volt: Titus Munatius Plancus Bursa, Cnaeus Munatius Plancus, valamint Lucius Plautius Plancus. Nővére, Munatina, Marcus Titiushoz ment feleségül. Két gyermeke ismeretes: Munatia Plancina, Cnaeus Calpurnius Piso felesége, valamint Lucius Munatius Plancus, Kr. u. 14. egyik consulja.